# 407 (số)
407 (bốn trăm linh bảy) là một số tự nhiên ngay sau 406 và ngay trước 408.